# Bohušovice nad Ohří
Bohušovice nad Ohří là một thị trấn thuộc huyện Litoměřice, vùng Ústecký, Cộng hòa Séc.